# NEN 0512
NEN 0512 was een parodie op normalisatie en kwaliteitszorg, in de vorm van een Nederlandse norm getiteld Leidraad voor de viering van het Sint-Nicolaasfeest.
De norm was een uitgave van het Nederlands Normalisatie-instituut (NEN) in december 2002 en was bedoeld als vermaak. Het is dan ook in de privétijd van NEN-medewerker Bert Nagtegaal geschreven. Het document was in PDF bij NEN verkrijgbaar; er zijn ook gedrukte versies in omloop. Anno 2020 is deze norm niet meer te downloaden bij NEN.
Door de strikte wijze waarop deze norm is samengesteld is deze norm wel heel goed bruikbaar als voorbeeld hoe een NEN-norm in Nederland er uit hoort te zien. Er is aan alles gedacht. 

## Inhoud
Het document bevat de volgende hoofdstukken:
- Onderwerp en toepassingsgebied
- Normatieve verwijzingen
- Termen en definities
- Officiële lezing van Het Feest
- Richtlijnen Aankomst en Vertrek
- Plaats en tijdstip van De Viering
- Middelen van vervoer
- Kledingvoorschriften
- Kledingvoorschriften Sint-Nicolaas
- Bepalingsmethoden authenticiteit Sint-Nicolaas
- Richtlijnen voor De Viering
- Kwaliteitsborging en Classificatie Hulppersoneel
- Handelingsvoorschriften bij geloofwaardigheidscalamiteiten

## Toepassingsgebied
Deze norm had als toepassingsgebied het Koninkrijk der Nederlanden inclusief Aruba, Curaçao en Sint Maarten.
Erkenning van deze norm als internationale norm door de International Organization for Standardization valt niet te verwachten, gezien de beperkte regionale verspreiding van het Sint-Nicolaasfeest. Het document maakt wel gewag van belangstelling uit enkele Europese landen waardoor harmonisatie op Europees niveau mogelijk zou kunnen worden.

## Specifieke onderwerpen
In het document komen onder andere de omschrijving en/of voorschriften met betrekking tot de volgende onderwerpen aan de orde:
- Sinterklaas
- Zwarte Piet
- schimmel
- marsepein
- chocoladeletter
- strooigoed
- schoorstenen

## Lijst van NEN-Normen
- Lijst van NEN-Normen